# 258

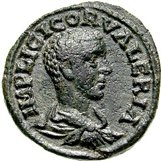
Valerianus II

Het jaar 258 is het 58e jaar in de 3e eeuw volgens de christelijke jaartelling.

## Gebeurtenissen

### Italië
- 6 augustus - Paus Sixtus II wordt tijdens de mis in de Catacombe van Sint-Calixtus gearresteerd, hij sterft in Rome samen met vier diakens de marteldood (onthoofding).

### Balkan
- Valerianus II wordt in Pannonië door zijn raadgever Ingenuus vermoord. Gallienus benoemt zijn 16-jarige zoon Publius Licinius Cornelius Saloninus tot Caesar.

### Perzië
- Koning Shapur I belegert Edessa in het zuiden van Turkije, de stad wordt beschermd door een citadel. Keizer Valerianus I maakt plannen voor een veldtocht in Klein-Azië.

## Overleden
- 6 augustus - Sixtus II, paus van de Katholieke Kerk
- 10 augustus - Laurentius van Rome (ong. 33), martelaar van het Christendom.
- Valerianus II, kroonprins en zoon van Gallienus